# Кулаевка
Кула́евка — ликвидированная деревня в Гурьевском районе Кемеровской области. Входила в состав Сосновского сельсовета.

## История
Во времена Российской империи входила в состав Салаирской волости Кузнецкого уезда Томской губернии.
Во времена СССР — населённый пункт Сосновского сельсовета Гурьевского района.
В деревне был колхоз имени Сталина, стройцех совхоза, начальная школа.
Постановлением Кемеровского облисполкома № 150 от 3 мая 1988 года деревня Кулаевка исключена из списка учётных данных.
В настоящее время — урочище на фоне опустевшего населённого пункта. Территория деревни находится на землях лесного фонда относящимся к Гурьевскому лесничеству.

## География
Деревня Кулаевка расположена в западной части Гурьевского района на реке Бирюля в 8,5 километрах от посёлка Сосновка.
Центральная часть бывшего населённого пункта расположена на высоте 370 метров над уровнем моря.

## Население
По данным Всероссийской переписи населения 1920 года в Кулаевке числилось 33 двора и 171 житель. В 1968 году проживало 92 человека, было 24 хозяйства.
В настоящее время население отсутствует.